# NGC 6087
NGC 6087 (také známá jako Caldwell 89) je otevřená hvězdokupa v souhvězdí Pravítka vzdálená přibližně 3 700 světelných let. Objevil ji skotský astronom James Dunlop v roce 1826 při svém pobytu v Parramatta v Novém Jižním Walesu v Austrálii. 

## Pozorování

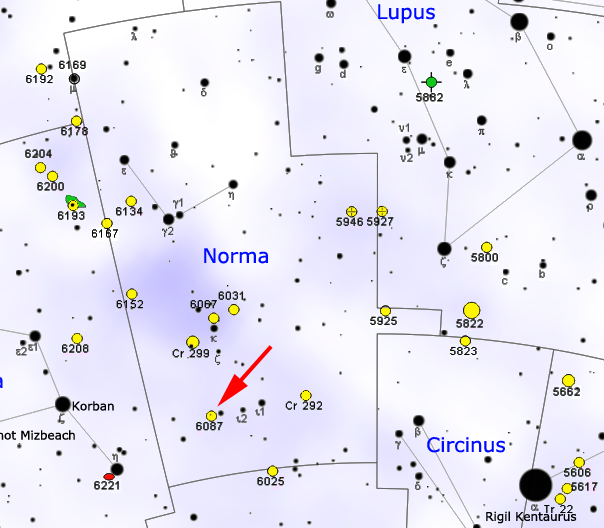
Poloha NGC 6087 v souhvězdí Pravítka

Na obloze se nachází v jihovýchodní části souhvězdí, 4 stupně západně od hvězdy Éta Arae. Hvězdokupu je možné snadno najít a dokonce je na hranici viditelnosti pouhým okem. Její hlavní vlastností je přítomnost několika hvězd s magnitudou od 6 do 8, z nichž nejjasnější je proměnná hvězda typu Delta Cephei s názvem S Normae, která hvězdokupě vévodí. Hvězdokupa není příliš bohatá a skládá se ze zhruba 35 hvězd jednoduše rozlišitelných i větším triedrem. Malý hvězdářský dalekohled ji zcela rozloží na jednotlivé hvězdy i při malém zvětšení, i když má hvězdokupa poměrně malé rozměry.
Kvůli její velké jižní deklinaci je hvězdokupa pozorovatelná hlavně z jižní polokoule; na severní polokouli je možné ji pozorovat pouze v tropických oblastech. Nejvhodnější období pro její pozorování na večerní obloze je od května do října.

## Historie pozorování
Hvězdokupu nalezl James Dunlop v roce 1826 při svém pobytu v Austrálii, kdy objevil a zapsal do katalogu velké množství hvězdokup, které se nachází na jižní obloze. Později ji znovu pozoroval John Herschel, který ji popsal jako rozlehlý a rozptýlený objekt nepravidelného tvaru, kterému vévodí hvězda s magnitudou 7.

## Vlastnosti
NGC 6087 je poměrně chudá a málo hustá hvězdokupa nacházející se ve vzdálenosti kolem 3 700 světelných let, tedy na vnější hraně ramena Střelce Mléčné dráhy. Nejznámější a nejstudovanější hvězdou této hvězdokupy je její hlavní proměnná hvězda S Normae; její průměrná magnituda je 6,52 a mění se v rozsahu 6,12 až 6,77 s periodou 9,75 dne. Její opravdovou příslušnost ke hvězdokupě potvrdilo mnoho fotometrických studií.
Její stáří je zhruba 94 milionů let.
V roce 1989 byla na jihovýchodním okraji hvězdokupy nalezena malá planetární mlhovina, která byla zapsána do katalogu jako KoRe 1 (zkratka příjmení jejích objevitelů). Plyn této mlhoviny je velmi vybuzený díky velmi vysoké povrchové teplotě centrální hvězdy, která dosahuje 300 000 K. Ovšem malý jas a rozměry mlhoviny (14") naznačují, že není fyzicky spojena s hvězdokupou, ale leží mnohem dále a pouze se do ní promítá.